# Dhoby Ghaut
Dhoby Ghaut – węzłowa stacja podziemna Mass Rapid Transit (MRT) na North South Line, North East Line i Circle Line w Singapurze. Stacja znajduje się na wschodnim końcu Orchard Road.